# ملعب آرارات
ملعب آرارات (بالأرمنية: Արարատ մարզադաշտ)‏؛ (بالفارسية: ورزشگاه آرارات) هو ملعب كرة قدم متعدد الأغراض، يقع في مجمع آرارات الرياضي في حي ونك في العاصمة طهران، إيران، بُني الملعب عام 1971 بسعة 10 ألف متفرج، وسمي على اسم جبل آرارات الذي يعتبر أعلى جبل في المرتفعات الأرمنية في تركيا، المجمع مملوك لمنظمة آرارات الثقافية الأرمنية التي تأسست عام 1944 وهي واحدة من أكبر الجمعيات للأرمن الإيرانيين، وهو الملعب الرئيسي لنادي آرارات طهران.

## البناء
يغطي المجمع مساحة 74000 متر مربع على شكل مثلث محاط بشارع أرارات وشارع راشد ياسمي وطريق كردستان السريع، تم بناء ملعب كرة القدم التابع لنادي آرارات طهران بسعة 10000 مقعد في عام 1971 للمهندس رستم فوسكانيان (1932-2013). بُني لتخليد ذكرى الجنود الإيرانيين الأرمن الذين فقدوا حياتهم في الحرب العراقية الإيرانية.

## مجمع آرارات الرياضي
يحتوي مجمع آرارات الرياضي أيضًا على حوضي سباحة وملاعب كرة سلة داخلية وطاولات بلياردو ومنشأة لتسلق الصخور وملاعب تنس الريشة وملاعب تنس ومتحف رياضي.

## روابط خارجية
- الموقع الرسمي
- "Ararat Marzavan activities". يوتيوب. اطلع عليه بتاريخ 2016-01-02.